# Glodok

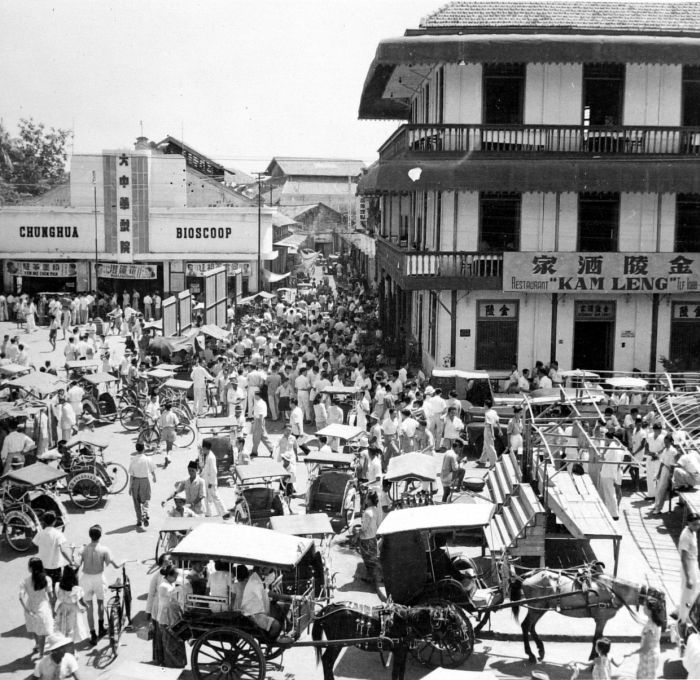
Glodok v roce 1953

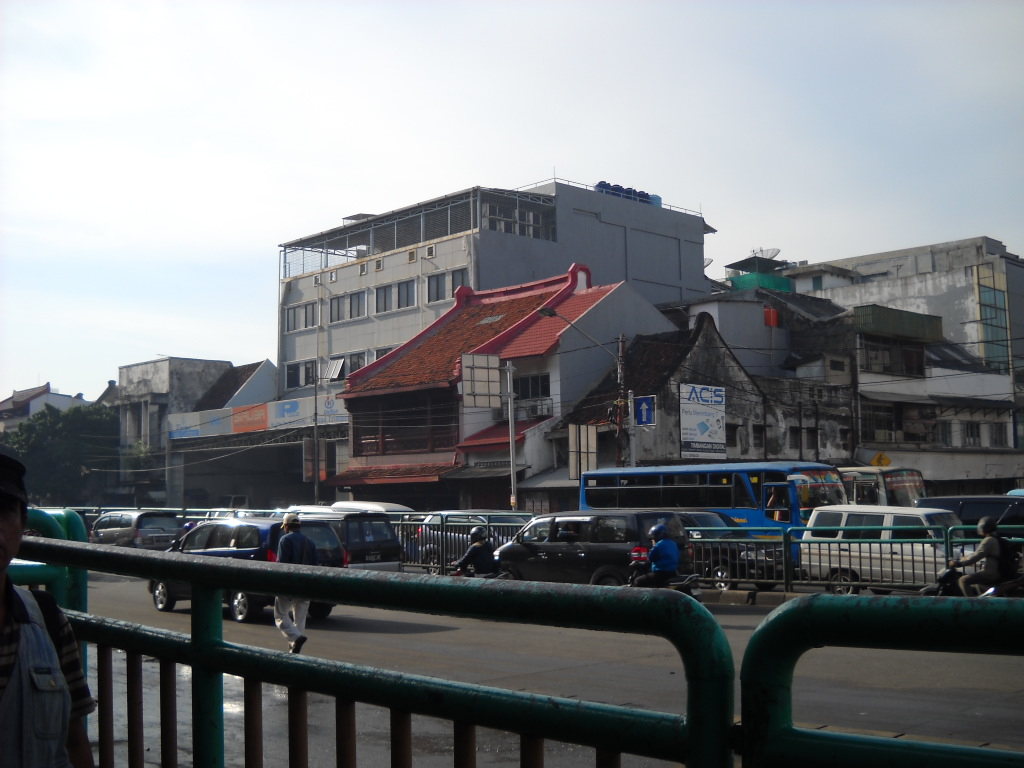
Staré domy v čínském stylu v Glodoku

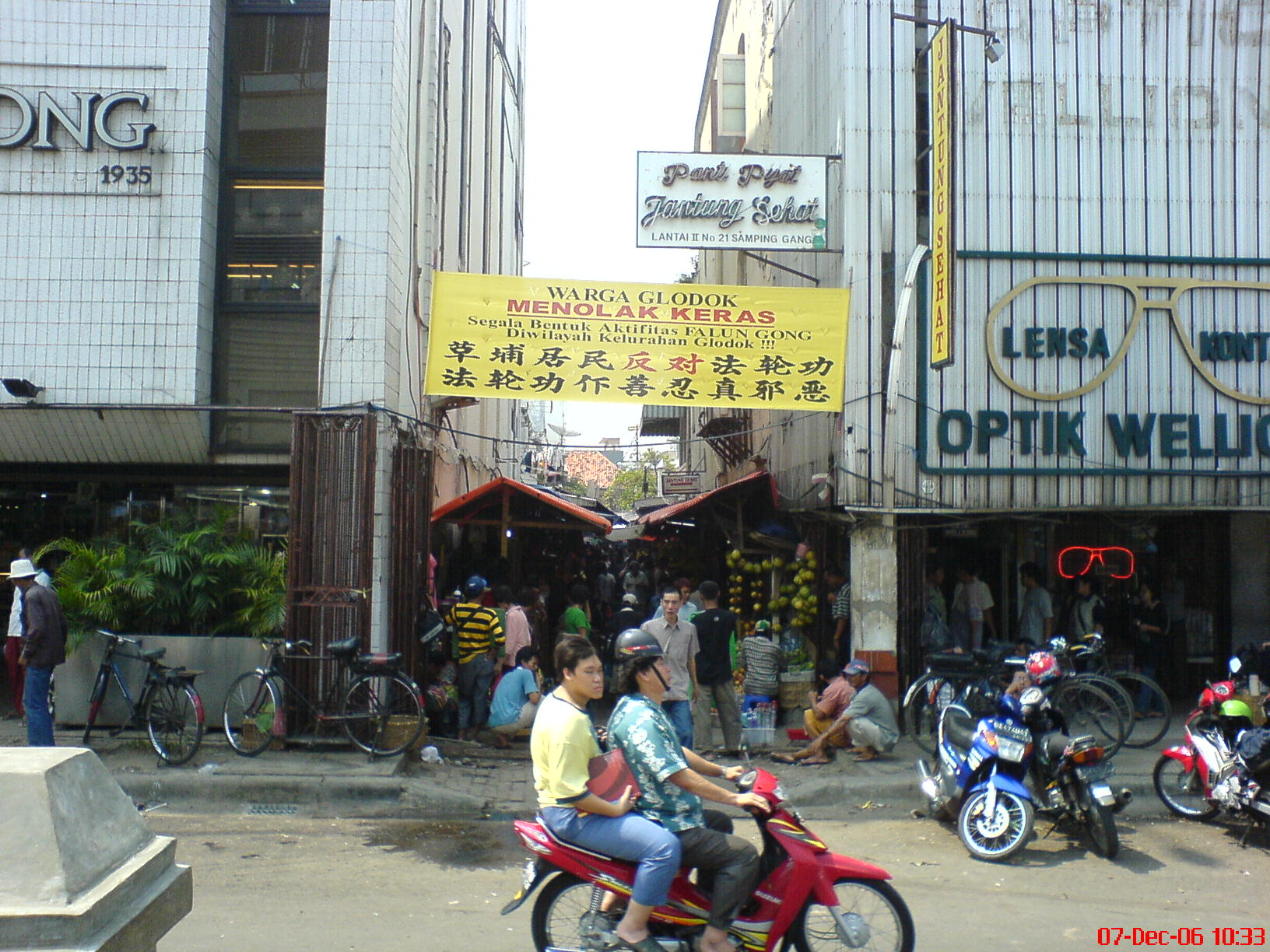
Nápis proti Fa-lun-kung v ulicích Glodoku, pořízený v roce 2006

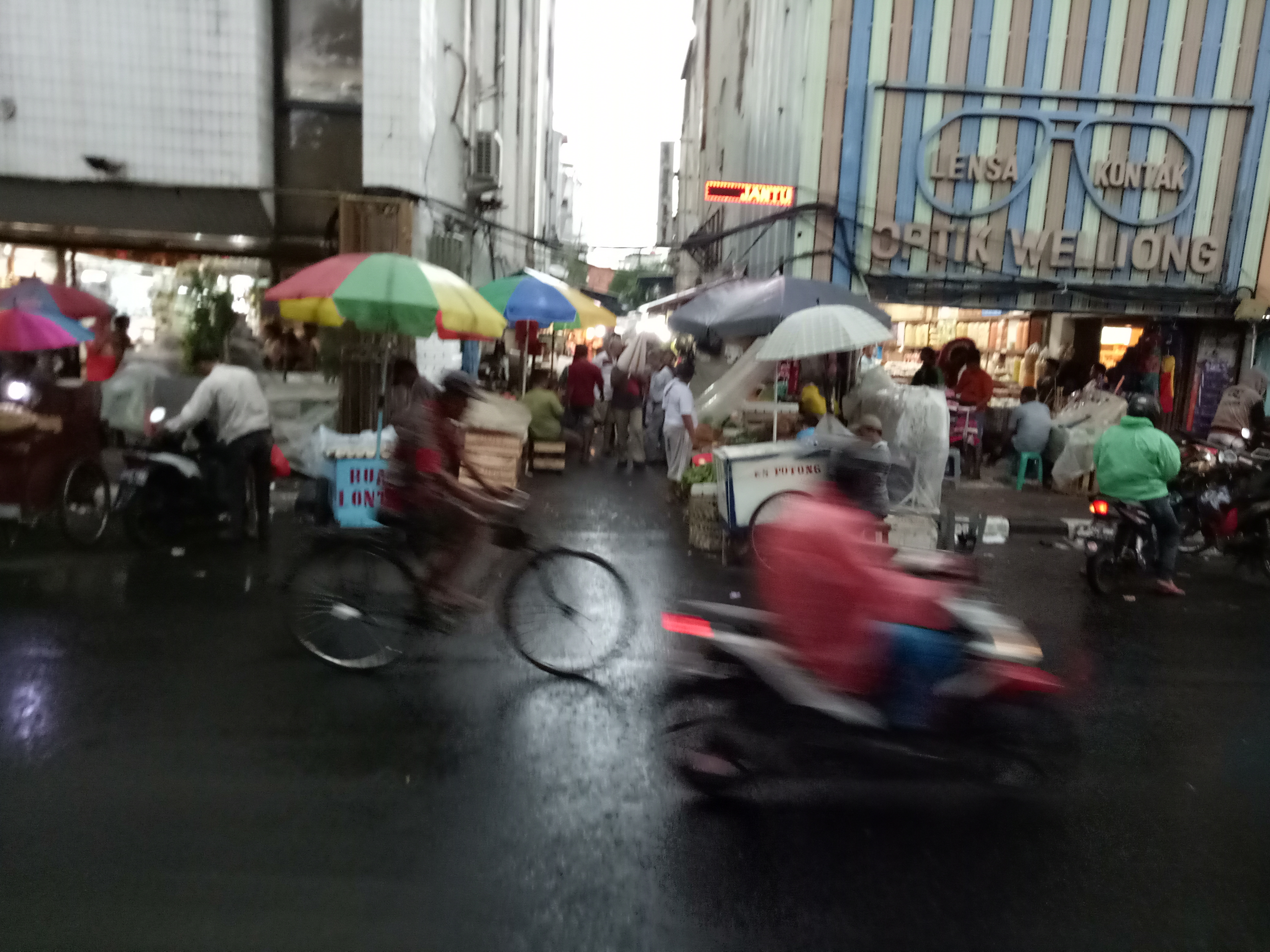
Glodok v roce 2017. Místo je přibližně stejné jako na fotografii z roku 2006

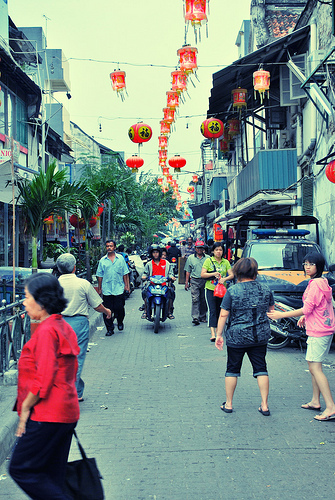
Oslava Chap Goh Mei v Glodoku

Glodok (čínsky: 裹踱刻; Pchin-jin: guǒ duó kè; pe̍h-ōe-jī: kó tho̍h khek) je městská vesnice v Taman Sari, západní Jakarta, Indonésie. Oblast je od holandské koloniální éry známá také jako Pecinan nebo Čínská čtvrť a je považována za největší v Indonésii. Většina obchodníků a obyvatel Glodoku je čínského původu. Vznik této oblasti se datuje do koloniálních dob, kdy v listopadu 1740 Nizozemská východoindická společnost označila Glodok za obytnou oblast pro etnické Číňany. Administrativně je oblast kelurahanem spadajícím pod okres Taman Sari v západní Jakartě.
Glodok je jedním z největších obchodních center elektronického zboží v Jakartě.

## Historie

### Toponymie
Slovo Glodok pochází ze sundského slova "Golodog", což znamená vchod do domu, protože Sunda Kalapa (Jakarta) je brána do starobylého sundského království. Předpokládalo se také, že název pochází od zvuku "grojok grojok", který vydává voda vycházející z vodotrysku na dvoře radnice (Stadhuis), nyní Jakartského muzea. Vodotrysk byl na tomto místě postaven v roce 1743 a sloužil ke každodenní potřebě, například jako napajedlo pro koně.

### Raná historie
V Batávii (v dnešní (době) Jakartě) vytvořila Nizozemská východoindická společnost obchodní příležitosti, které přilákaly přistěhovalce z mnoha oblastí v dnešní Indonésie. Tato hospodářská činnost přilákala na Jávu také tisíce Číňanů. Rychlé přistěhovalectví představovalo výzvu pro omezenou infrastrukturu města a vytvářelo pro město zátěž. Napětí rostlo, když se koloniální vláda snažila omezit čínskou migraci deportacemi.

### Nedávná historie
9. října 1740 bylo zmasakrováno 5000 Číňanů a následujícího roku byli čínští obyvatelé v Glodoku ghettoizováni mimo městské hradby. V roce 1998 byl Glodok jednou z hlavních oblastí napadených během nepokojů v květnu 1998, především kvůli napětí mezi pribumi a zde žijícími čínskými Indonésany, kteří byli obviňováni z hromadění národního bohatství. V roce 2006 byli praktikující Fa-lun-kungu údajně "napadeni" během meditačního sezení. Zástupce Falun Gongu naznačil, že útočníci byli vysláni čínským velvyslanectvím, ačkoli místní zpravodajská organizace zaznamenala další možnou motivaci: praktikující Falun Gongu "narušovali obchod" rozdáváním letáků.

## Zajímavosti

### Čínská čtvrť
Co se týče nakupování, většina prodejců v Glodoku jsou Číňané-Indonésané. Glodok je největší čínskou čtvrtí v Indonésii a jednou z největších čínských čtvrtí na světě. Čínská čtvrť zahrnuje tři hlavní oblasti, a to: Gloria (Gloria Alley), Jalan Pankoran a Petak Sembilan. Číňané přicházeli do Jakarty od 17. století jako obchodníci a dělníci. Většina z nich pocházela z provincií Fu-ťien a Kuang-tung v jižní Číně. Nachází se na ulici Pintu Besar Selatan a stala se obchodním centrem pro poměrně bohatou čínskou komunitu. Asimilace Číňanů a Pribumů vedla ke vzniku jazyka známého jako betawi. Od roku 2000, kdy prezident Gus Dur začal rušit omezení, se v oblasti konají oslavy čínského nového roku a oslavy Cap Go Meh. Oblast je nyní cílem prodeje čínských potravin, tradiční čínské medicíny a levné elektroniky.

### Nákupy
Glodok a přilehlé Mangga Dua je jedním z největších nákupních center v jihovýchodní Asii. Táhne se od ulice Pankoran k ulici Gunung Sahari a má asi 500 000 m 2 nákupních center. Kromě prodeje elektronického spotřebního zboží je Glodok také největším trhem s originálními i padělanými audio a video disky. Některá obchodní centra v této oblasti jsou například:
- Harko Glodok
- Orion Plaza
- Glodoch Plaza
- Glodock McMoore
- Glodok Brustru
- Glodok Metro
- Hwy Lindetewes
- Nákupní centrum Lindeteves
- Pasar Pagi Market

### Kuchyně
Kromě nakupování je Glodok místem, kam se vydejte za čínským jídlem, tradiční čínskou medicínou a levnou elektronikou. Banda Gloria je proslulá širokou nabídkou jídel, včetně gado gado (zeleninová směs podávaná s arašídovou omáčkou), soto betavi (hovězí maso vařené v kokosovém mléce), ketupat sayur (rýžové koláčky podávané s kokosovým mlékem a zeleninou), sec ba (vepřové vnitřnosti dušené v sójové omáčce) a dalších. Legendární Kopi Es Tak Kie, založená v roce 1927, se specializuje na ledovou kávu. Čerstvý salát Rujak Shanghai Encim (vařené sépie, ředkvičky, okurky a vodní špenát s červenou omáčkou a posypem arašídy) vznikl někdy v 50. letech 20. století. Tento pokrm je velmi vzácný, vyskytuje se pouze v Glodoce.

### Chrámy a kostel
V oblasti se nacházejí čtyři staré chrámy, a to chrám Dharma Bhakti, chrám Dharma Shakti, chrám Hui Tek Bio a chrám Dharma Jaya Toasebio. Chrám Kim Tek Ye, známý také jako chrám Dharma Bhakti, založený v roce 1650, je nejstarším chrámem v Jakartě. Katolický chrám Santa de Fatima, postavený v čínském architektonickém stylu a nacházející se na adrese Jl. Kemurnian III.

## Doprava
Autobusovou dopravu zajišťují společnosti TransJakarta, PPD, Mayasari Bakti a městská doprava. TransJakarta staví na autobusové zastávce Glodok. V sousedství oblasti se nacházejí stanice KRL Commuterline Jakarta Kota, Kampung Bandan, Mangga Besar a Jayakarta.